# 蓝天出版社
蓝天出版社，位于北京市海淀区复兴路14号，是中国人民解放军空军政治工作部主办和主管的中央级出版社，是中国人民解放军空军惟一的图书出版单位。

## 简介
蓝天出版社成立于1989年3月，是中国人民解放军空军惟一的图书出版单位。自建社以来至2010年代初，该出版社已出版图书1000多种，发行总量1000多万册，先后有38种图书52次在全图、全军获得各种奖项，20多种图书被评为全国最佳销畅书，部分图书被海外出版社购买版权。
2016年深化国防和军队改革中，该出版社的上级单位中国人民解放军空军政治部改为中国人民解放军空军政治工作部。2016年3月底，中央军委印发《关于军队和武警部队全面停止有偿服务活动的通知》。2016年5月7日，军队和武警部队全面停止有偿服务试点任务部署会议举行，7个大单位、17个具体单位被列为试点单位，新闻出版等重点项目被纳入试点范畴。自2015年起，各军队和武警部队出版社的新书及新项目均停止审批。

## 历任领导
| 社长 …… - 陈学建（？—2009年） - 金永吉（2009年6月—） | 党委书记 …… - 游新民（？—） |